# Alkanna confusa
Alkanna confusa là loài thực vật có hoa trong họ Mồ hôi. Loài này được Sam. ex Rech.f. mô tả khoa học đầu tiên năm 1950.